# Box-office mondial 2015
Cet article présente le box-office mondial de 2015, arrêté au 31 décembre de cette même année.

## Pays d'origine de production
- États-Unis : 17 films
- Japon : 1 film
- Royaume-Uni : 1 film
- Australie : 1 film
- France : 1 film

## Classement
| Rang | Film                                           | Réalisateur(s)                   | Pays de production     | Budget en USD | Recettes mondiales[Quand ?] (USD) |
| ---- | ---------------------------------------------- | -------------------------------- | ---------------------- | ------------- | --------------------------------- |
| 1    | Star Wars, épisode VII : Le Réveil de la Force | J. J. Abrams                     | États-Unis             | 245 000 000   | 2 068 223 624 [réf. souhaitée]    |
| 2    | Jurassic World                                 | Colin Trevorrow                  | États-Unis             | 150 000 000   | 1 671 713 208[réf. souhaitée]     |
| 3    | Fast and Furious 7                             | James Wan                        | États-Unis Japon       | 190 000 000   | 1 516 045 911[réf. souhaitée]     |
| 4    | Avengers : L'Ère d'Ultron                      | Joss Whedon                      | États-Unis             | 250 000 000   | 1 405 403 694[réf. souhaitée]     |
| 5    | Les Minions                                    | Kyle Balda et Pierre Coffin      | États-Unis             | 74 000 000    | 1 159 398 397[réf. souhaitée]     |
| 6    | 007 : Spectre                                  | Sam Mendes                       | États-Unis Royaume-Uni | 245 000 000   | 880 674 609[réf. souhaitée]       |
| 7    | Vice-versa                                     | Pete Docter et Ronnie del Carmen | États-Unis             | 175 000 000   | 857 611 174[réf. souhaitée]       |
| 8    | Mission Impossible : Rogue Nation              | Christopher McQuarrie            | États-Unis             | 150 000 000   | 682 714 267[réf. souhaitée]       |
| 9    | Hunger Games : La Révolte, partie 2            | Francis Lawrence                 | États-Unis             | 160 000 000   | 653 428 261[réf. souhaitée]       |
| 10   | Seul sur Mars                                  | Ridley Scott                     | États-Unis             | 108 000 000   | 630 161 890[réf. souhaitée]       |
| 11   | San Andreas                                    | Brad Peyton                      | États-Unis             | 110 000 000   | 473 990 832[réf. souhaitée]       |
| 12   | Mad Max : Fury Road                            | George Miller                    | États-Unis Australie   | 150 000 000   | 378 858 340[réf. souhaitée]       |
| 13   | Taken 3                                        | Olivier Megaton                  | France États-Unis      | 48 000 000    | 326 479 141[réf. souhaitée]       |
| 14   | Le Labyrinthe : La Terre brûlée                | Wes Ball                         | États-Unis             | 61 000 000    | 312 325 103[réf. souhaitée]       |
| 15   | Pitch Perfect 2                                | Elizabeth Banks                  | États-Unis             | 29 000 000    | 287 506 194[réf. souhaitée]       |
| 16   | À la poursuite de demain                       | Brad Bird                        | États-Unis             | 190 000 000   | 209 154 322[réf. souhaitée]       |
| 17   | NWA: Straight Outta Compton                    | F. Gary Gray                     | États-Unis             | 28 000 000    | 201 634 991[réf. souhaitée]       |